# Bruno Schwaiger
Bruno Schwaiger (geb. 8. Juni 1877 in Gumbinnen (Ostpreußen); gest. 28. Juli 1927 in Berlin) war ein deutscher Kaufmann und Genossenschaftsdirektor. Er hatte verschiedene Funktionen in der Leitung der Einkaufsgenossenschaft der Kolonialwarenhändler im Halleschen Torbezirk zu Berlin (Edeka) inne.

## Lebensweg

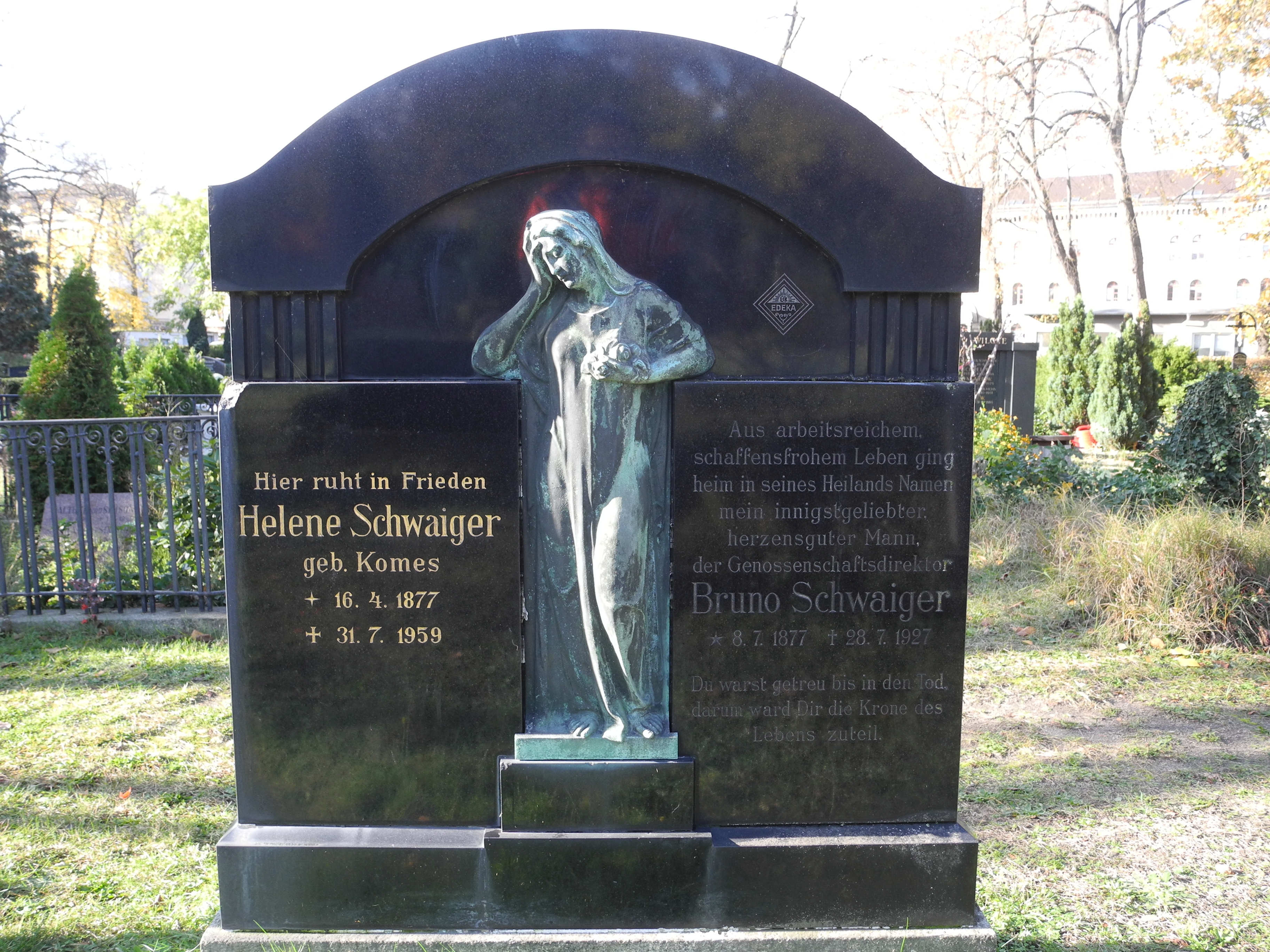
Grabstätte von Bruno Schwaiger und seiner Frau Helene Komes auf den Friedhöfen vor dem Halleschen Tor, Berlin-Kreuzberg

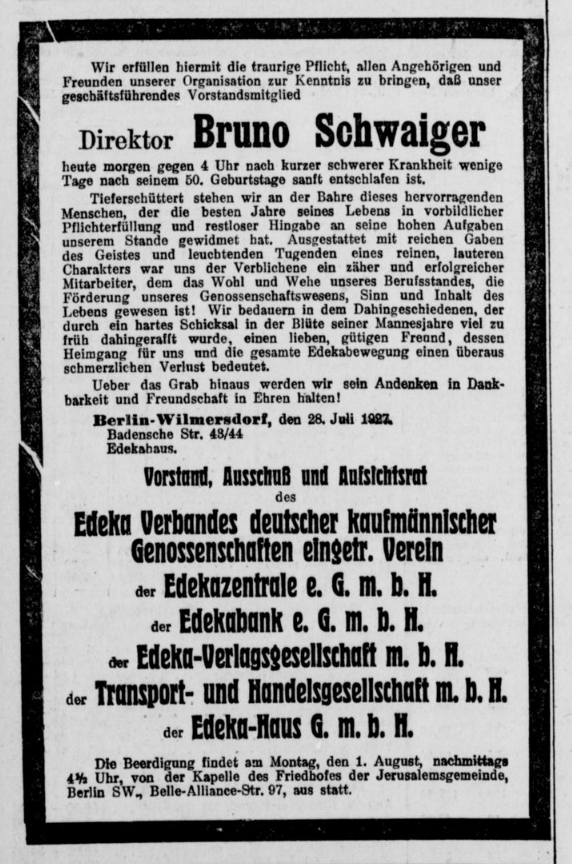
Todesanzeige für Bruno Schwaiger. Berliner Börsen-Zeitung, 29. Juli 1927, Morgenausgabe

Bruno Schwaiger kam am 8. Juni 1877 im ostpreußischen Gumbinnen zur Welt. Sein Vater war dort Assistent bei der Oberpostdirektion; die Familie war evangelisch. Schwaiger besuchte das Realprogymnasium zu Gumbinnen. Seine Schulausbildung schloss er mit dem Abitur im September 1894 ab. Danach legte er eine Ausbildung zum Kaufmann ab. Ab dem 1. Januar 1914 war Schwaiger Revisor der Edeka in Berlin. Im Ersten Weltkrieg war er zum Heer eingezogen.
Bruno Schwaiger war mit Helene Schwaiger, geb. Komes, (geb. 16. April 1877; gest. 31. Juli 1959) verheiratet.
Im Juni 1921 wurde Bruno Schwaiger zusammen mit Fritz Borrmann (1869–1942) und Reinhold Kallus zu geschäftsführenden Vorstandsmitgliedern der Zentral-Einkaufsgenossenschaft des Verbandes deutscher kaufmännischer Genossenschaften eGmbH (Z.E.G.) berufen. Ebenfalls seit 1921 gehörte Schwaiger dem Vorstand der Edekabank an. Schwaiger war ab 1921 und bis zu seinem Tod auch im Vorstand der Edekabank.
Bruno Schwaiger starb 1927 mit nur 50 Jahren und wurde in Berlin auf den Friedhöfen vor dem Halleschen Tor beigesetzt, und zwar auf dem Friedhof I der Jerusalems- und Neuen Kirchengemeinde.

## Schriften (Auswahl)
- Die Buchführung des Detailkaufmanns unter besonderer Berücksichtigung der Umsatzsteuer und der Einkommensteuer. Verband deutscher kaufmännischer Genossenschaften, Berlin 1920-
- Buchführung für eingetragene Einkaufsgenossenschaften. In: Deutsche Handels-Rundschau, Berlin 1921.